# Aricoris bahiana
Aricoris bahiana är en fjärilsart som beskrevs av Felder 1865. Aricoris bahiana ingår i släktet Aricoris och familjen Riodinidae. Inga underarter finns listade i Catalogue of Life.